# Jogo da galinha
O jogo da galinha (em português brasileiro, jogo do covarde) é um jogo simétrico, baseado na história de dois rapazes que disputam o amor de uma garota.
O nome do jogo tem relação com o fato de que, nos Estados Unidos, as pessoas consideradas fracas ou perdedoras são chamadas de "galinha" (chicken).
Os participantes do jogo passam por uma competição. Cada um posiciona o seu automóvel, cada um em lados opostos, numa pista em linha reta com uma marcação na metade da pista. Ambos os carros se posicionam nas pontas da pista, numa mesma distância da linha de marcação, ou seja, frente a frente, e devem arrancar ao mesmo tempo. Os jogadores possuem duas opções: desistir ou não desistir. Aquele que desiste, desvia do caminho; o que não desiste, segue em frente. Caso os dois oponentes não desistam, perdem tudo, incluindo a vida. Se apenas um desiste, o que não desiste ganha, e o outro perde. E, se ambos desistem, ambos perdem o respeito dos amigos, mas ainda têm seus carros e suas vidas.